# NGC 2641
NGC 2641 è una galassia lenticolare situata nella costellazione dell'Orsa Maggiore, a una distanza di circa 152 milioni di anni luce dalla nostra Via Lattea.

## Scoperta
La galassia è stata scoperta il 30 settembre 1802 dall'astronomo britannico di origine tedesca William Herschel.